# Stéphane Duroy
Stéphane Duroy, né le 17 janvier 1948 à Bizerte, est un photographe français.
Son œuvre a fait en 2017 l'objet d'une installation au BAL[Quoi ?], comprenant des photographies de formats extrêmes et des pièces uniques réalisées à partir de la destruction de ses propres livres. 

## Biographie
Stéphane Duroy est né le 17 janvier 1948 à Bizerte[réf. nécessaire]. Il est le frère de l’écrivain Lionel Duroy.
Son intérêt pour l'actualité s'éveille en 1956 au moment du soulèvement de Budapest contre l'emprise du régime soviétique sur les pays du Pacte de Varsovie. En 1971, après avoir voyagé en Finlande, en Allemagne et en Turquie, il se rend à Belfast, avec le projet d'approcher par la photographie le contexte politique et social d'une ville déchirée par la guerre civile. Étayée par la photographie, cette première appréciation sur le terrain de l'incidence du cours de l'histoire sur les destins individuels ou collectifs suscite une vocation de photojournaliste, confortée par une suite de séjours en Grèce, en Égypte, au Soudan et en Éthiopie, confirmée par l'intégration en 1974 de l'agence Sipa Press. Avec son retour au Royaume-Uni en 1977, il s'éloigne du reportage ponctuel pour explorer la grisaille de l'environnement urbain post-industriel de la période Tchatchérienne. Objet d'une première publication de portfolio dans le magazine Photo en 1971,  poursuivi sur le long terme, repris en 1993, ce travail sur l'Angleterre fera en 2011 la matière du livre Distress, paru aux éditions Filigranes,.
En 1979, il découvre Berlin-Ouest ; la capitale historique de l'Allemagne sera le lieu de retours continûment répétés et l'un des sujets de prédilection du photographe.
Parallèlement à ses travaux sur le long terme, Stéphane Duroy continue sa carrière de photojournaliste par le biais de l'Agence Vu qu'il rejoint en 1986, l'année de sa participation au projet monté par Rick Smolan avec deux cents photographes A Day in the Life of America. Intitulé Harlem sur Seine, son reportage sur la communauté africaine de Paris remporte en 1989 un premier prix au World Press Photo dans la catégorie Daily life. Présent la même année dans l'exposition collective 20 ans de photographie créative en France, il photographie en témoin la Chute du mur de Berlin. L'événement est à l'origine d'un long parcours à travers l'ex-Allemagne de l'Est, la Pologne et la Slovaquie comme autant de pays marqués par la seconde guerre mondiale, la  Shoah et  l'emprise communiste. Un dernier ensemble de photographies prises en 1997 au lieu symbolique de Verdun fermera ce cycle consigné dans le livre L'Europe du Silence paru en 2000 aux éditions Filigranes.
Membre d'une agence de presse, Stéphane Duroy reste un auteur indépendant régulièrement invité à participer à des réalisations collectives comme D'Est en Ouest, co-produit en 1994 par le ministère de l'Agriculture et le Centre Pompidou ou, la même année, au Château d'eau de Toulouse, Vu, Magnum, Contact, Trois regards sur le monde après la chute du mur de Berlin. Sa perception des classes pauvres ou moyennes lui vaut plusieurs commandes institutionnelles ou résidences sur le tissu social de plusieurs villes : Castres l'été pour l'agence Creat'IM d'Albi, la cité polonaise de Lodz pour le magazine Geo, et Gap, résidence proposée par le théâtre La Passerelle. Les institutions régionales s'intéressent à ce travail d'observation et de réflexion. En 1997, il réalise des sujets sur la Lorraine et sur la Bretagne respectivement produits par le Centre Culturel André-Malraux de Vandœuvre-les-Nancy et le Ministère de l'Agriculture associé à l'ODDC (Côtes-d'Armor). L'année suivante, la commande d'un travail par le CIDIL[Quoi ?] sur la production du lait fournit la matière du sujet Portraits de femmes, portraits de fermes.
Tout en répondant à ces commandes sur la France, Stéphane Duroy continue le travail entrepris dès 1971 sur la Grande-Bretagne et l'étend aux communautés les moins favorisées des États-Unis. Invité en 2000 à participer au projet European Eyes on Japan sur l'île d'Okinawa, il reçoit l'année suivante une commande de la région Alsace sur les marques imprimées à une province  par trois guerres et par l'alternance de ses rattachements à la France et à l'Allemagne. Ces travaux menés sur le long terme ou dans les contraintes de délais imposés se retrouvent en nombre dans Collapse, l'importante rétrospective de 2002 par laquelle la Maison européenne de la photographie met en lumière la cohérence de vingt-cinq années de travail sur la condition de populations humbles de plusieurs parties du monde. Le Portugal intègre le champ du photographe à travers deux sujets réalisés entre 2002 et 2006, la ville de Lisbonne et les immigrations en territoire portugais, respectivement produits par l'Établissement public du parc et de la grande halle de la Villette et la Fondation Calouste-Gulbenkian.
La publication en 2007 du livre Unknown aux éditions Filigranes propose une synthèse de son parcours à travers certaines contrées des États-Unis, reliées par l'immigration ou l'exil au reste du monde. Le livre et les expositions qui accompagnent sa sortie confirment le parti pris vis-à-vis d'un pays-continent historiquement perçu comme une terre d'accueil, capable de changer le destin des nouveaux arrivants. L'identité, telle que la façonne l'interférence de la survie et des racines coupées ou oubliées s'installe au cœur du travail de Duroy qui trouvera en 2013 l'opportunité d'approfondir ce sujet à la faveur de la Commande du Centre méditerranéen de la photographie sur l’identité corse. 
Le travail continu de Stéphane Duroy sur Berlin et sa relation au livre se rejoignent dans l'ouvrage Geisterbild publié en 2012 chez Filigranes. Dans cet objet d'édition associant des vues récentes de la ville, des images anonymes datant des années 1933-1945 et des fragments de papiers peints d'époque annoncent l'orientation vers une expression plasticienne lié à sa perception d'un monde contemporain imprégné de son histoire, écrite ou niée. Sans ralentir son activité de photojournaliste, son intérêt pour le document original, les coupures de presse et  le matériau fragmentaire de l'information oriente ses recherches vers une mise en regard de ses propres photographies dans des ouvrages conçus en pièces uniques. 
L'exposition Again and Again montée en 2017 par le BAL met au jour une rupture dans un travail caractérisé jusqu'alors par le recours au petit format noir et blanc et jalonné de livres soigneusement préparés. Si le préliminaire sur l'Europe reste dans le tons des premiers travaux, le corps principal de l'installation joue sur les grands formats altérés par l'intervention de la peinture, et sur la performance éditoriale de Unknown, tentative d'épuisement d'un livre, installation réalisée à partir de volumes de l'édition de 2007 défaits et ré-assemblés dans une  remise en question radicale du discours photographique.

## Expositions
- 1989 : Exposition collective 20 ans de photographie créative  en France 68/88 , Galerie du Château d'eau, Toulouse[11].
- 1990 : Paysages de la RDA, 21e Rencontres internationales de la photographie d'Arles[23].
- 1990 : De Liverpool à Berlin, FNAC Montparnasse
- 1992 : Harlem sur Seine, Fnac, exposition itinérante
- 1994 : La Pologne, Centre Photographique d'Ile de France Pontault-Combault[24],[25], Europe Rurale 1994, Fnac. D'Est en Ouest, Centre Pompidou (BPI)[26]. Vu, Magnum, Contact : Trois regards sur le monde après la chute du mur de Berlin. Château d'Eau, Toulouse
- 1997 : Berlin, Rencontres de la Photographie à Coïmbra, Portugal
- 1998 : Lotz, Fnac. Lorraine, Centre André-Malraux, Vandoeuvre-les-Nancy
- 2000 : L'Europe du silence[27], la Filature, Mulhouse, Centre André-Malraux, Vandœuvre-lès-Nancy, et Fnac Montparnasse
- 2001 : Alsace: Les Douleurs de l'Histoire, la Filature, Mulhouse. In Memoriam, ancien hôpital de campagne, Uffholtz, Allemagne
- 2002 : Collapse rétrospective, Maison Européenne de la Photographie, Paris[28],[29],[30]
- 2003 : Portrait de Lisbonne, Grande Halle de la Villette, Paris, Héritage, Fondation Gulbenkian à Paris
- 2005 : Unknown, la Filature, Mulhouse[31],[32], L’Europe du Silence, Festival Photo Noorderlicht, Groningen, Hollande
- 2008 : Unknown[33], galerie In Camera, Face à l'Océan, Maison de la Bretagne, mois de la Photo à Paris
- 2011 : Distress, Galerie In Camera, Paris[34]
- 2012 :  Mois de la Photo à Berlin (Galerie Only Photography) Galerie In Camera, Paris
- 2013 : L'Europe du Silence[35], Musée de Bastia
- 2015 : J'étais là, avec Paulo Nozolino, Paris Photo
- 2016 : Festival MAP, Toulouse
- 2017 : Again and Again, Le Bal[36],[37],[38],[39],[40],[41],[42],[43],[44],[45],[46],[47],[48],[49],[50],[51],[52], Paris, Galerie Leica, Paris
- 2018 : Festival du Sténopé, Nicéphore. Clermont Ferrand
- 2019 : Distress. L'œil urbain, Corbeil-Essonne, Galerie VU'[53]

## Publications
- Berlin, Pont-Audemer, Temps de pose, 1986, 128 p. (ISBN 2-906063-01-0 et 9782906063013, OCLC 420255000, lire en ligne)
- Berlin : Ville ouverte (ISBN 978-2-09-240063-0 et 2-09-240063-0, OCLC 41782074, lire en ligne)
- Une saison en Lorraine : photographies Stéphane Duroy, Trézélan, Filigranes, 1998 (ISBN 2-910682-57-9 et 9782910682576, OCLC 40595139, lire en ligne)
- L'Europe du silence : [photographies], Trézélan, Filigranes, 2000 (ISBN 2-910682-87-0 et 9782910682873, OCLC 402477717, lire en ligne)
- Cercle de famille, Trézélan/Gap, Filigranes, 2004 (ISBN 2-914381-71-9 et 9782914381710, OCLC 417739027, lire en ligne)
- (en) Unknown  (trad. de l'anglais), Trézélan, Filigranes, 2007 (ISBN 978-2-35046-096-3 et 2350460967, OCLC 222158199, lire en ligne)
- 1297, Trézélan/Paris, Filigranes, 2009 (ISBN 978-2-35046-167-0 et 235046167X, OCLC 470593822, lire en ligne)
- Berlin, Trézélan, Filigranes, 2009 (ISBN 978-2-35046-186-1 et 2350461866, OCLC 690541286, lire en ligne)
- Distress  (trad. de l'anglais), Trézélan/Plouha, Filigranes, 2011 (ISBN 978-2-35046-209-7 et 2350462099, OCLC 730997944, lire en ligne)
- Geisterbild, Filigranes/GwinZegal, 2012  (ISBN 978-2-35046-262-2)
- Guardian of Time, Éditions Only Photography, 2012  (ISBN 978-3-9812537-6-4)
- Unknown #2 : tentative d'épuisement d'un livre, Trézélan/Paris/Munich, Filigranes, 2016 (ISBN 978-2-35046-413-8 et 235046413X, OCLC 1005273603, lire en ligne)

## Audiovisuel
- Bruxelles, Roman-Photo 1991, réalisation Caroline Parent. Arte, la Sept, Coup d’Œil, l’INA
- Berlin-Auschwitz de Stéphane Duroy, 1997, Derrière la page sur le  projet sur Berlin et la Shoah, avec  Christian Caujolle, réalisation Caroline Parent et Jean Louis Gonnet.  Arte, émission Metropolis.
- Stéphane Duroy, France Culture, Par les temps qui courent, Marie Richeux, 25 avril 2019

## Distinctions
- 1989 : World Press Photo, premier prix dans la catégorie Daily Life [10]
- 1991 : World Press Photo, premier prix dans la catégorie Nature et Environnement (pollution dans l'ex-RDA) [54].